# Teletrabajador
Un teletrabajador es aquella persona que utiliza la telemática para la realización de su profesión. Esta actividad se realiza fuera del establecimiento empresarial. El aspecto principal del teletrabajador es tener mayor independencia en la realización del trabajo, sin embargo, debido a la evolución de la tecnología, el teletrabajar puede llegar a estar más fiscalizado que los trabajadores que prestan sus servicios dentro de la empresa.
Traductores, programadores, diseñadores gráficos, desarrolladores de web, televendedores, son muchas de las profesiones que pueden teletrabajarse.

## Características de un teletrabajador
Para poder ser un teletrabajador de éxito es necesario que se cuente con las siguientes características y habilidades:
- Actitud proactiva con iniciativa propia
- Actitud positiva ante el cambio y las innovaciones (teleformación,..)
- Autoestima elevada
- Automotivación y responsabilidad
- Autodisciplina y sistematización
- Capacidad de reflexión y autocrítica
- Capacidad de autocontrol
- Constancia
- Emprendedor
- Cultura telemática amplia y actitud positiva ante el uso de las TIC
- Orientación del trabajo a resultados y a consecución de objetivos
- Planificación de tareas detallada y realista
- Autogestión del tiempo
- Autocontrol de calidad del trabajo y ciclo completo del proyecto
- Capacidad para trabajar independientemente y autorregulación
- Conocimiento de los procedimientos de la empresa
- Manejo de las técnicas de comunicación y negociación eficaz
- Dominio de la comunicación escrita y telefónica en función de la tarea a teletrabajar
- Compromiso con el programa de teletrabajo

## Barreras para el teletrabajador
Existen barreras que aunque sean mínimas pueden complicar el teletrabajo:
- Espacio de trabajo
- ¿Dónde se va a situar la oficina?
- ¿Está la oficina fuera de los límites establecidos en el domicilio?
- ¿Está el equipo de la empresa disponible para la familia? En caso negativo;
- ¿cómo se va a detectar si algún miembro de la familia lo utiliza?
- ¿Está el teletrabajador disponible para algún quehacer doméstico?
- ¿Puede esperar ayuda de su familia?
- ¿Cómo se van a tratar las llamadas de trabajo y las visitas?

## Gastos que realiza el teletrabajador
Los gastos generales que realiza el teletrabajador al tener la oficina principal en su hogar son los siguientes y estos gastos deben ser pagados por la empresa. 
- Electricidad
- Servicio de Internet
- Teléfono
- Depreciación mobiliario
- Depreciación instalaciones
- Tomas de corriente extras
- Material de oficina
- Limpieza
- Salario de asistentes
- Seguros empresariales y tasas profesionales